# Parque nacional de Phu Pha Yon
El Parque nacional de Phu Pha Yon es un área protegida del nordeste de Tailandia, en las provincias de Sakon Nakhon y Mukdahan. Se extiende por una superficie de 828,56 kilómetros cuadrados. Fue declarado parque nacional en 1988, uno de los cinco parques nacionales creados para celebrar el 60.º aniversario del rey en el año 1987.
En su mayor parte, está formado por una meseta y cordillera caliza entre 300 y 600 m s. n. m., con cascadas, cuevas, acantilados, colinas, embalses y variada fauna.